# Zéphyr (fusée)
Zéphyr est un lanceur léger français développé par Latitude (anciennement Venture Orbital Systems), composé de deux étages fonctionnant au kérosène et à l'oxygène. Le premier vol est actuellement prévu en 2026, depuis la base spatiale de SaxaVord. Zéphyr est un lanceur visant le marché des CubeSat, et possède une capacité d'emport très faible, comparable aux lanceurs chinois ZhuQue-1, Hyperbola-1 et Jielong-1. L'objectif est de pouvoir abaisser la complexité de mise en œuvre d'un lanceur orbital au maximum.

## Développement

### Design et levées de fonds
Le projet de lanceur Zéphyr est dévoilé en 2019 par l'entreprise. Dans sa version initiale, le lanceur ne pouvait emporter qu'une cinquantaine de kilogrammes vers l'orbite, avant que la compagnie n'annonce le 28 juillet 2020 que ce chiffre a pu être doublépour finalement viser 200 kg en orbite basse. À partir de 2020, l'entreprise commence à travailler à la conception préliminaire du lanceur. L'entreprise reçoit les premiers composants électroniques ainsi que le premier réservoir de son lanceur. Elle inaugure son usine de micro-lanceurs, un hangar de 1 700 m2, à Reims le 19 octobre 2021.
Dans le calendrier de développement initial, la société prévoyait au moins un tir suborbital avec le démonstrateur Boréal en 2023, finalement abandonné en 2022.
Le 30 juin 2022, Latitude annonce une levée de fonds de 10 millions d'euros, ainsi que plusieurs changements du design de la fusée. Elle fera désormais 17 m de haut et plus 15 m, et sera propulsée par 9 moteurs et non plus par 6. Le lanceur devrait donc désormais être capable de placer jusqu'à 100 kg de charge utile en orbite basse.
En janvier 2024, la société annonce une nouvelle levée de 30 millions de dollars pour soutenir le développement de son lanceur auprès de plusieurs investisseurs dont Crédit Mutuel Innovation, Expansion, le fonds Deeptech 2030 du gouvernement français et UI Investissement. Elle annonce également un nouveau changement de design dont l'abandon des pompes électriques, sept moteurs sur le premier étage et le lanceur gagne deux mètres de haut.
Latitude bénéficie du soutien du gouvernement français, notamment dans le cadre du plan France 2030. Aux côtés d'HyPrSpace, la société concourra pour une mission en orbite basse avec une charge utile de 50kg. Les quatre lauréats de l'appel d'offre des micro et mini-lanceurs se partageront une enveloppe allant jusqu'à 400 millions d'euros. La société remporte un appel à projet du plan France 2030 deux mois plus tard, bénéficiant alors d'un soutien supplémentaire de 15 millions d'euros afin de produire en interne les turbopompes du lanceur Zéphyr. Elle avait déjà obtenu le soutien du gouvernement français en 2022, avec son projet XANTHOS, consistant à développer les versions Mark 2 de ses moteurs Navier afin d'améliorer les performances de son lanceur, mais aussi en 2021, via une aide au développement des start-up de la région Grand Est. En juillet 2024, Latitude est sélectionné par le Conseil européen de l'innovation dans le cadre de son accélérateur de sociétés de la "deep-tech".
Mi-avril 2025, Latitude reçoit des fonds de France 2030 pour construire une nouvelle usine à Reims.

### Tests
L'entreprise a réalisé des premiers tests du système d'allumage des Navier Mark 1, sur un banc d'essais fabriqué par Clemessyen juin 2022 puis des essais moteur pour la première fois avec succès en fin d'année 2022, à SaxaVord en Écosse.
Le 8 avril 2025, Latitude annonce la réussite de leur test de combustion à haute pression et en condition de vol du moteur Navier effectué sur leur centre de test à Vatry (Marne) . Latitude a annoncé réaliser une mise à feu du moteur complet dans les mois suivants ce test.

### Pas de tir
Zéphyr sera lancé  depuis le Centre Spatial Guyanaissur l'Ensemble de Lancement Diamant (ELD) ou depuis le nouveau pas de tir de SaxaVord en Écosse vers les orbites héliosynchrone et polaire. Le 25 juillet 2022, Zéphyr est présélectionné par le CNES pour être lancée depuis le CSG. Le 23 juin 2025, Latitude annonce que le vol inaugural aura lieu en 2026 au CSG, et que 8 millions d'euros ont été investis dans ce pas de tir.

## Caractéristiques techniques

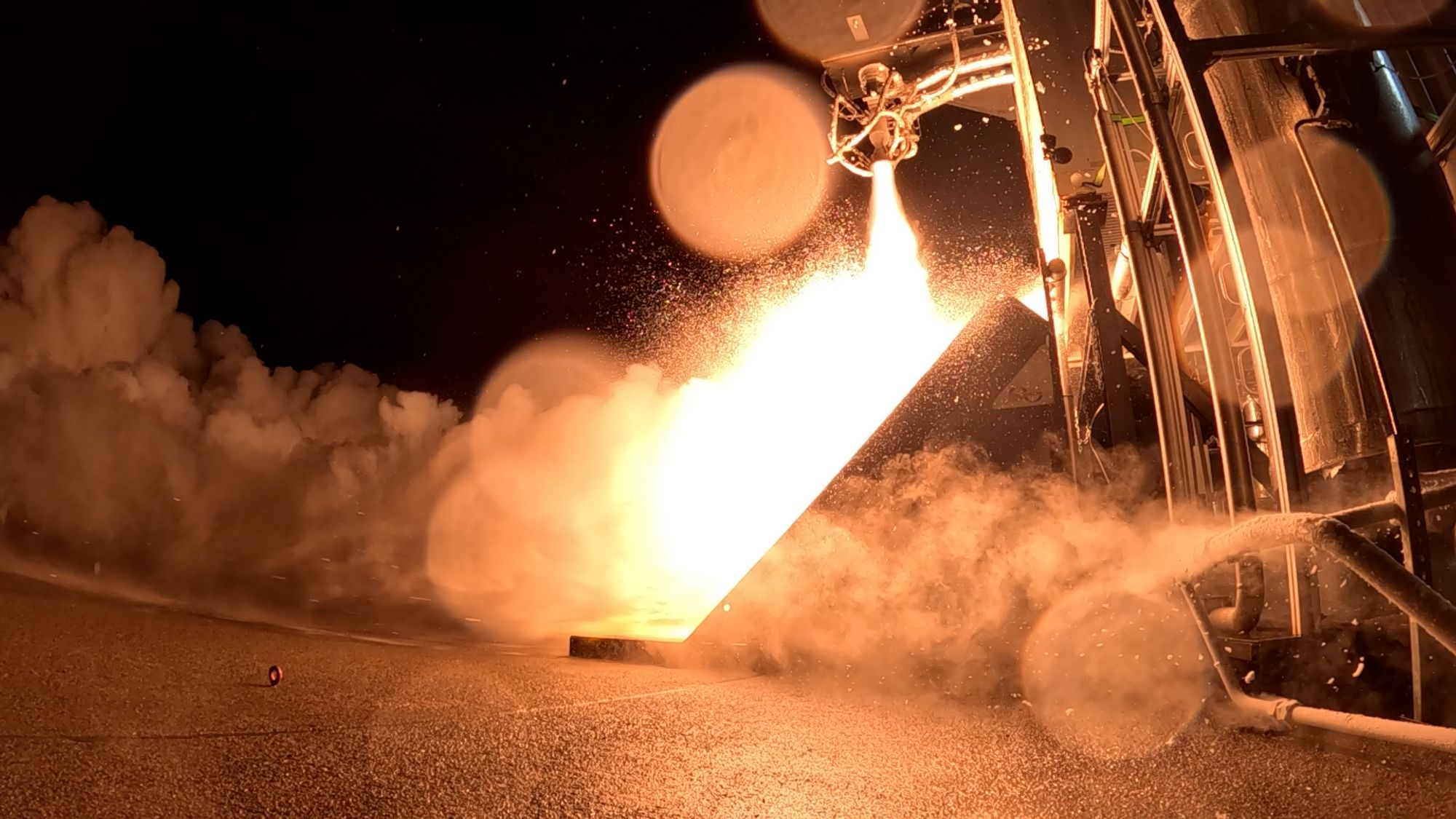
Test du moteur Navier à SaxaVord.

Zéphyr est un lanceur bi-étage, de 19 m de haut. Le premier étage possède sept moteurs Navier d'une poussée de 45 kN, fonctionnant grâce à du kérosène et de l'oxygène liquide. Les moteurs Navier présentent la particularité d'être entièrement imprimés en 3D. Le deuxième étage du lanceur est lui propulsé par un unique moteur Navier d'une poussée de 35 kN, adapté à la propulsion dans le vide spatial.
Une version améliorée de Zéphyr est prévue pour entrer en service en 2028 avec l'objectif de produire jusqu'à 50 véhicules par an.

## Comparaison avec les autres lanceurs légers européens développés durant la décennie 2020
| Lanceur                                 | Prime                                    | RFA One                    | Spectrum                  | Skyrora XL                      | SL1                         | Miura 5                    | Zéphyr                     |
| --------------------------------------- | ---------------------------------------- | -------------------------- | ------------------------- | ------------------------------- | --------------------------- | -------------------------- | -------------------------- |
| Constructeur                            | Orbex                                    | RFA                        | Isar Aerospace            | Skyrora                         | HyImpulse                   | PLD Space                  | Latitude                   |
| Dimensions Hauteur x diamètre           | 19 x 1,3 m                               | 30 x 2 m                   | 27 x 2 m                  | 22,7 x 2,2 m                    | 27 x 2,2 m                  | 34 x 1,8 m                 | 19 x 1,5 m                 |
| Étages                                  | 2                                        | 3                          | 2                         | 3                               | 3                           | 2                          | 2                          |
| Masse                                   | 18 t                                     |                            |                           | 55,8 t                          | 48 t                        |                            |                            |
| Propulsion (1er étage) Poussée unitaire | 6 ? ? kN                                 | 9 Helix 100 kN             | 9 Aquila 75 kN            | 9 Skyforce 80 kN                | 8 x 75 kN                   | 5 Terrel-C 105 kN          | 7 Navier 45 kN             |
| Ergols                                  | propane x oxygène liquide                | kérosène x oxygène liquide | propane x oxygène liquide | kérosène x peroxyde d'hydrogène | oxygène liquide x Paraffine | kérosène x oxygène liquide | kérosène x oxygène liquide |
| Charge utile orbite héliosynchrone      | 150 kg (500 km)                          | 1 200 kg (700 km)          | 1 000 kg (700 km)         | 315 kg (500 km)                 | 400 kg (500 km) 500 kg      | 300 kg (? km)              | ? kg (600 km)              |
| Autre caractéristique                   | Structure allégée de 30% /ratio standard | Moteur à combustion étagée |                           |                                 | Propulsion hybride          | 1er étage récupérable      |                            |
| Base de lancement principale            | Sutherland                               | SaxaVord                   | Andoya                    | SaxaVord                        | Kourou                      | Kourou                     | Kourou                     |
| Premier vol (prévision)                 | 2025                                     | 2025                       | 30 mars 2025              | 2025                            | 2025                        | 2026                       | 2026                       |